# São Cristóvão e Neves nos Jogos Olímpicos de Verão de 2020
São Cristóvão e Neves está competindo nos Jogos Olímpicos de Verão de 2020 em Tóquio. Originalmente programados para ocorrerem de 24 de julho a 9 de agosto de 2020, os Jogos foram adiados para 23 de julho a 8 de agosto de 2021, por causa da pandemia COVID-19. É a sétima participação de São Cristóvão e Neves nos Jogos Olímpicos de Verão.

## Competidores
Abaixo está a lista do número de competidores nos Jogos.
| Esporte   | Masculino | Feminino | Total |
| --------- | --------- | -------- | ----- |
| Atletismo | 1         | 1        | 2     |
| Natação   | 0         | 1        | 1     |
| Total     | 1         | 2        | 3     |

## Atletismo
Os seguintes atletas de São Cristóvão e Neves conquistaram marcas de qualificação, pela marca direta ou pelo ranking mundial, nos seguintes eventos de pista e campo (até o máximo de três atletas em cada evento):
- Nota– As posições para os eventos de pista são em relação à bateria do atleta
- Q = Qualificado para a próxima fase
- q = Qualificado para a próxima fase como o perdedor mais rápido ou, em eventos de campo, pela posição sem atingir o alvo para qualificação
- NR = Recorde nacional
- N/A = Fase não aplicável para o evento
- Bye = Atleta não precisou disputar aquela fase

Eventos de pista e estrada
| Atleta       | Evento          | Eliminatória | Eliminatória | Quartas-de-final | Quartas-de-final | Semifinal | Semifinal | Final     | Final   |
| Atleta       | Evento          | Resultado    | Posição      | Resultado        | Posição          | Resultado | Posição   | Resultado | Posição |
| ------------ | --------------- | ------------ | ------------ | ---------------- | ---------------- | --------- | --------- | --------- | ------- |
| Jason Rogers | 100 m masculino | Bye          | Bye          |                  |                  |           |           |           |         |
| Amya Clarke  | 100 m feminino  |              |              | —                | —                |           |           |           |         |

## Natação
São Cristóvão e Neves recebeu um convite de Universalidade da FINA para enviar sua nadadora de melhor ranking para o respectivo evento individual nas Olimpíadas, baseado no Sistema de Pontos da FINA de 28 de junho de 2021.
| Atleta                  | Evento                | Eliminatória | Eliminatória | Semifinal | Semifinal | Final | Final   |
| Atleta                  | Evento                | Tempo        | Posição      | Tempo     | Posição   | Tempo | Posição |
| ----------------------- | --------------------- | ------------ | ------------ | --------- | --------- | ----- | ------- |
| Jennifer Harding-Marlin | 100 m costas feminino |              |              |           |           |       |         |